# Piotr Bartak
Piotr Bartak (ur. 12 czerwca 1890 w Lubaczowie, zm. 18 września 1939 w Siedliszczu) – pułkownik dyplomowany piechoty Wojska Polskiego, działacz niepodległościowy, kawaler Orderu Virtuti Militari.

## Życiorys
Urodził się jako syn Jana i Zofii z domu Fur. Ukończył Szkołę Realną w Jarosławiu. Następnie podjął studia na Politechnice Czeskiej w Pradze. Był członkiem Związku Strzeleckiego i Polskiego Towarzystwa Gimnastyczne „Sokół”. Po wybuchu I wojny światowej został dowódcą plutonu ochotniczego z Jarosławia od 1 sierpnia do 5 września 1914. Po przybyciu do Krakowa wstąpił do Legionów Polskich. Odkomenderowany do Szkoły Podchorążych w Krakowie i Marmarosz-Sziget, po czym mianowany dowódcą plutonu w 16 kompanii w 3 pułku piechoty w składzie II Brygady. W tym pułku był dowódcą plutonu od 15 marca 1915 w 4 kompanii, od czerwca 1915 w 1 kompanii, od lutego do czerwca 1916 w 6 kompanii. 9 sierpnia 1915 został mianowany chorążym piechoty. Później służył jako adiutant III batalionu w 3 pułku. Podczas bitwy pod Kostiuchnówką 5 lipca 1916 został wzięty do niewoli, z której zbiegł. Został żołnierzem Wojska Polskiego na Wschodzie, w ramach którego służył jako adiutant w 15 pułku strzelców polskich w składzie 5 Dywizji Strzelców Polskich II Korpusu. Brał udział w bitwie pod Kaniowem 11 maja 1918, został aresztowany i przez trzy miesiące był więziony w Mikołajewsku/Saratowie.
Po zwolnieniu przybył do ojczyzny i po odzyskaniu przez Polskę niepodległości w 1918 wstąpił do Wojska Polskiego. Służył jako referent Ordre de Bataille w Naczelnym Dowództwie Wojska Polskiego. Podczas wojny polsko-bolszewickiej od 15 maja 1920 służył w Sztabie Generalnym Wojska Polskiego. Za swoje czyny otrzymał Order Virtuti Militari. Awansowany do stopnia majora piechoty ze starszeństwem z dniem 1 kwietnia 1920
W latach 1921–1922 był słuchaczem I Kursu Doszkolenia Wyższej Szkoły Wojennej w Warszawie. W 1922 roku, po ukończeniu kursu uzyskał „pełne kwalifikacje do pełnienia służby na stanowiskach Sztabu Generalnego” i został przydzielony do Oddziału I Sztabu Generalnego. 15 października 1924 roku został przydzielony do 2 Dywizji Górskiej w Przemyślu na stanowisko szefa sztabu. W październiku 1926 roku został przydzielony do składu osobowego generała do prac przy Generalnym Inspektorze Sił Zbrojnych, generała brygady Juliusza Rómmla na stanowisko oficera sztabu. 23 stycznia 1928 roku awansował na podpułkownika ze starszeństwem z dniem 1 stycznia 1928 roku i 35. lokatą w korpusie oficerów piechoty. 6 lipca 1929 roku otrzymał przeniesienie na stanowisko I oficera sztabu Inspektora Armii w Toruniu. Z dniem 1 sierpnia 1930 został przeniesiony do 35 pułku piechoty w Brześciu na stanowisko zastępcy dowódcy pułku. Od marca 1932 roku do września 1935 roku dowodził pułkiem KOP „Wołożyn”. 20 listopada 1935 roku objął obowiązki na stanowisku szefa sztabu Dowództwa Okręgu Korpusu Nr IV w Łodzi i pełnił je do września 1939 roku. Na stopień pułkownika został mianowany ze starszeństwem z dniem 1 stycznia 1936 roku i 4. lokatą w korpusie oficerów piechoty.
13 września 1939 roku został mianowany kwatermistrzem Armii „Lublin”. 14 września 1939 roku przybył do Lublina, gdy sztab armii wyjechał już do Kraśnika. Udał się więc do Janowa Lubelskiego, lecz dowiedziawszy się tam, że nie będzie potrzebny, powrócił do Lublina i objął dowództwo nad obroną miasta. W nocy z 16 na 17 września na czele załogi miasta wycofał się z Lublina do rejonu Łęczna–Cyców, gdzie zreorganizował podległe mu oddziały w Grupę Obrony Lublina. Po nawiązaniu łączności z resztkami 10 Dywizji Piechoty oraz po otrzymaniu wiadomości z Włodzimierza Wołyńskiego o zarządzonej tam demobilizacji rozwiązał Grupę Obrony Lublina i objął funkcję dowódcy piechoty dywizyjnej 10 DP. 18 września przy wjeździe do wsi Siedliszcze w jego samochód trafił niemiecki pocisk artyleryjski, od którego poległ wraz z oficerem sztabu kpt. dypl. Zygmuntem Jarzęckim oraz mjr. Kazimierzem Janem Sawickim, dowódcą I dywizjonu 10 pal. Został pochowany na cmentarzu parafialnym w Siedliszczu.
Piotr Bartak był żonaty, miał syna Andrzeja i córkę Wandę.

## Ordery i odznaczenia
- Krzyż Srebrny Orderu Wojskowego Virtuti Militari nr 7344 – 17 maja 1922[8][9]
- Krzyż Niepodległości – 6 czerwca 1931 „za pracę w dziele odzyskania niepodległości”[10][11]
- Krzyż Oficerski Orderu Odrodzenia Polski – 11 listopada 1937[12]
- Krzyż Walecznych po raz pierwszy –  8 czerwca 1922[13]
- Krzyż Walecznych po raz drugi, trzeci i czwarty – 20 grudnia 1922[14]
- Złoty Krzyż Zasługi – 10 listopada 1928)[15][6]
- Odznaka Pamiątkowa Generalnego Inspektora Sił Zbrojnych – 12 maja 1936